# 3264 Bounty
3264 Bounty este un asteroid din centura principală, descoperit pe 7 ianuarie 1934, de Karl Reinmuth.